# Panicum nervatum
Panicum nervatum är en gräsart som först beskrevs av Adrien René Franchet, och fick sitt nu gällande namn av Otto Stapf. Panicum nervatum ingår i släktet vipphirser, och familjen gräs. Inga underarter finns listade i Catalogue of Life.